# Simon Dach
Simon Dach (ur. 29 lipca 1605 w Kłajpedzie, zm. 15 kwietnia 1659 w Królewcu) – niemiecki poeta, od 1639 roku wykładowca poezji na Albertynie i od 1653 jej rektor. Jego ojciec był Litwinem pruskim. Do skupionego wokół jego osoby poetyckiego kręgu należeli Caspar Stein, Johannes Eccard, Valentin Thilo (starszy), Valentin Thilo (młodszy) i Georg Weissel.
Jest jedną z głównych postaci powieści z kluczem, autorstwa Güntera Grassa, z 1979 Das Treffen in Telgte (Spotkanie w Telgte, 1992). To właśnie na zaproszenie Dacha odbywa się w Telgte fikcyjne spotkanie niemieckich poetów i pisarzy w 1647 roku, mające na celu porozumienie artystów będących ideologami zwalczających się katolików i protestantów i zakończenie wojny trzydziestoletniej.

## Opracowania
- August Gebauer (Hrsg.): Simon Dach und seine Freunde als Kirchenlieddichter. Osiander, Tübingen 1828
- Heinrich Stiehler: Simon Dach. Hartung, Königsberg i.P., 1896
- Alexander J. Birt: Simon Dach. Gräfe & Unzer, Königsberg i.P. 1905
- Bruno Nick: Das Naturgefühl bei Simon Dach. – Greifswald, Univ. Diss., 1911
- Tadeusz Oracki, Słownik biograficzny Warmii, Prus Książęcych i Ziemi Malborskiej od połowy XV do końca XVIII wieku, t. 1, A-K, Olsztyn, Pojezierze, 1984, ISBN 83-7002-174-3.
- Alfred Kelletat (Hrsg.): Simon Dach und der Königsberger Dichterkreis. Reclam, Stuttgart 1986.
- Janusz Jasiński: Historia Królewca. Szkice z XIII-XX stulecia („Simon Dach (1605-1659) – poeta królewieckiego baroku”), Książnica Polska, Olsztyn, 1994, ISBN 83-85702-03-2.